# Maqsura

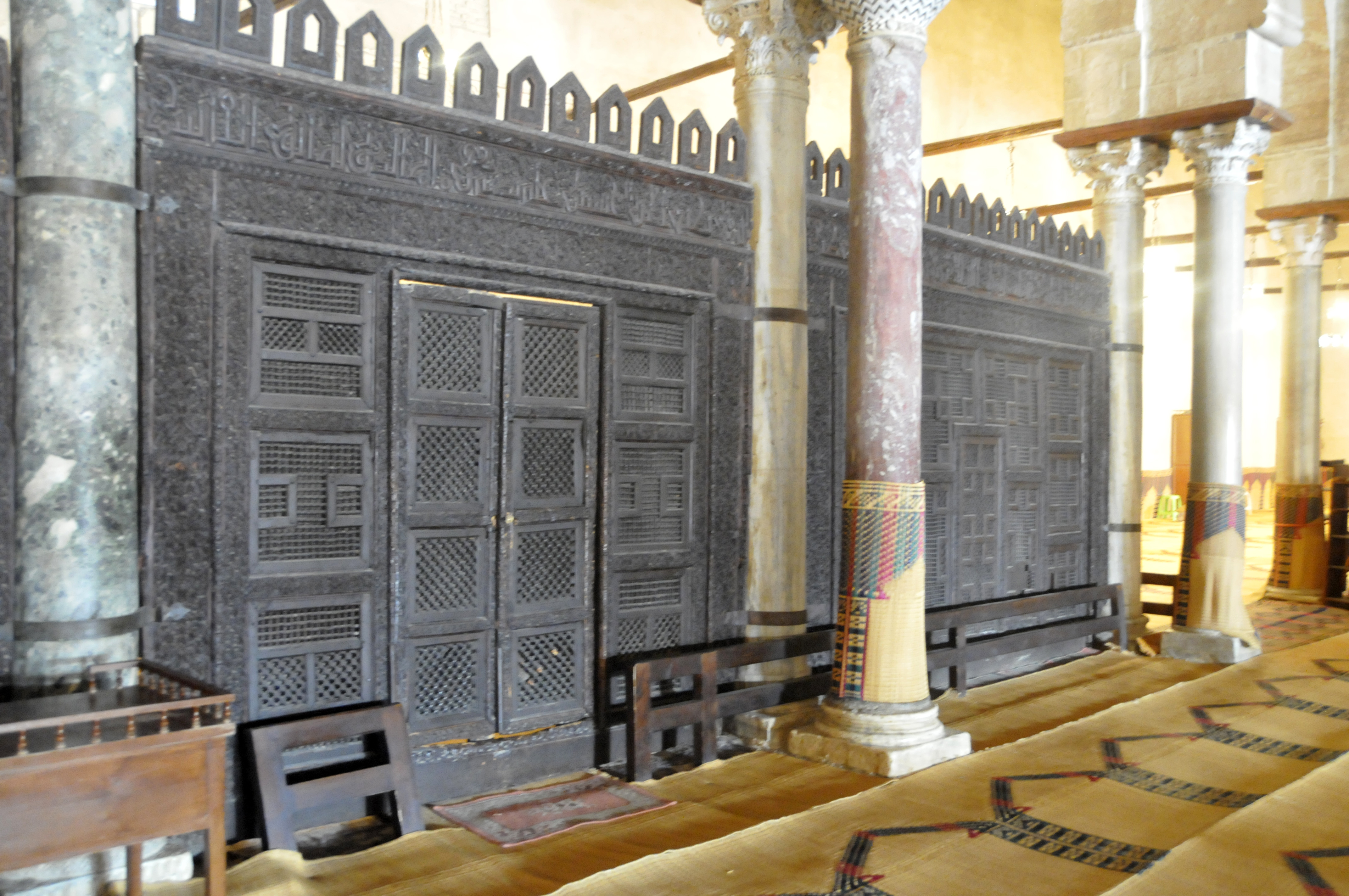
Maqsura de la Gran Mesquita de Kairuan, Tunísia

La maqsura, de l'àrab مقصورة, maqṣūra, és, en l'arquitectura islàmica, un recinte reservat en les mesquites on se situa el califa o l'imam durant les oracions públiques i que serveix també per a contenir el sepulcre d'un personatge considerat com a sant.